# Lea Thompson

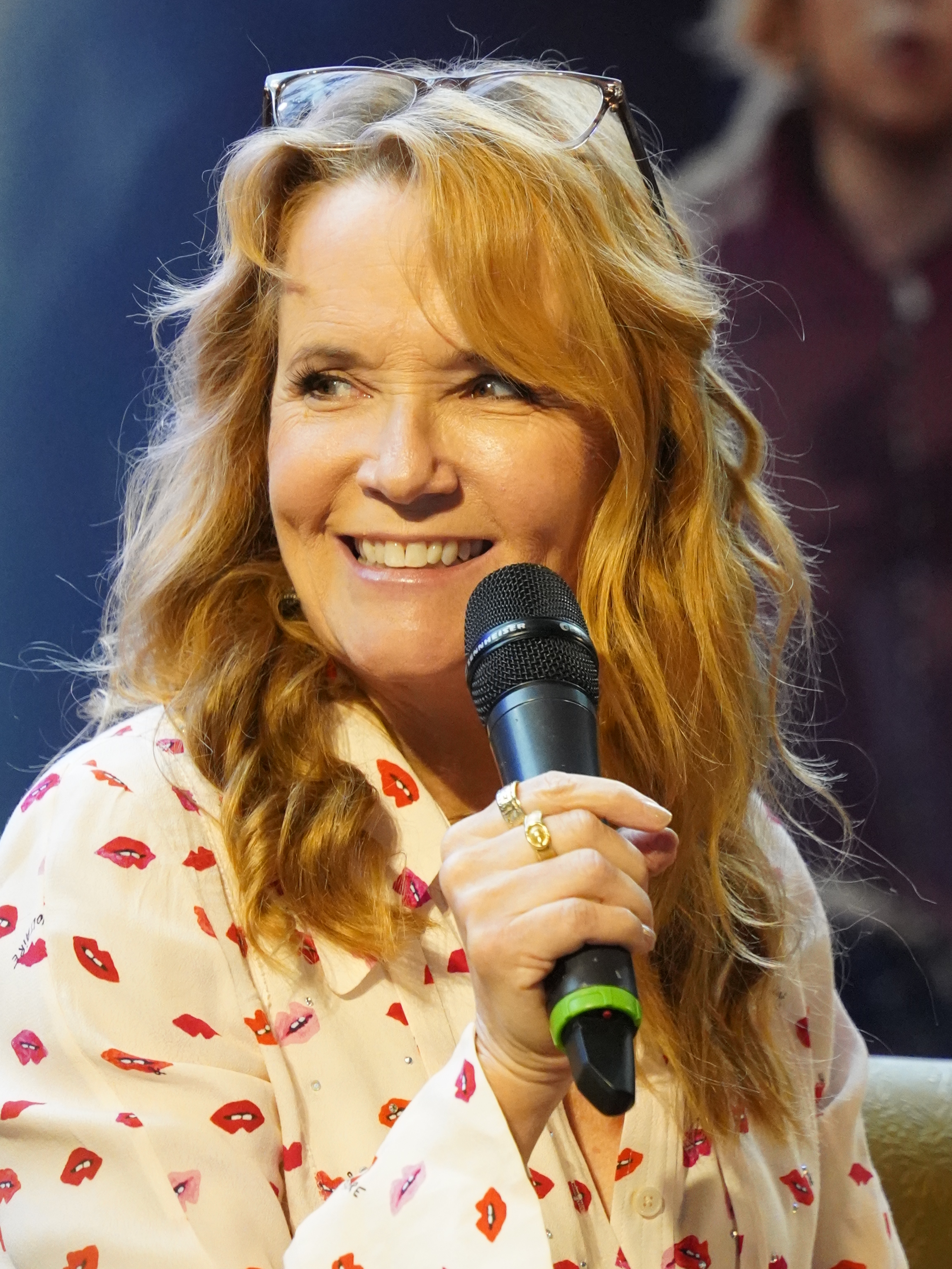
Lea Thompson, 2023

Lea Katherine Thompson (* 31. Mai 1961 in Rochester, Minnesota) ist eine US-amerikanische Schauspielerin und Regisseurin.

## Leben

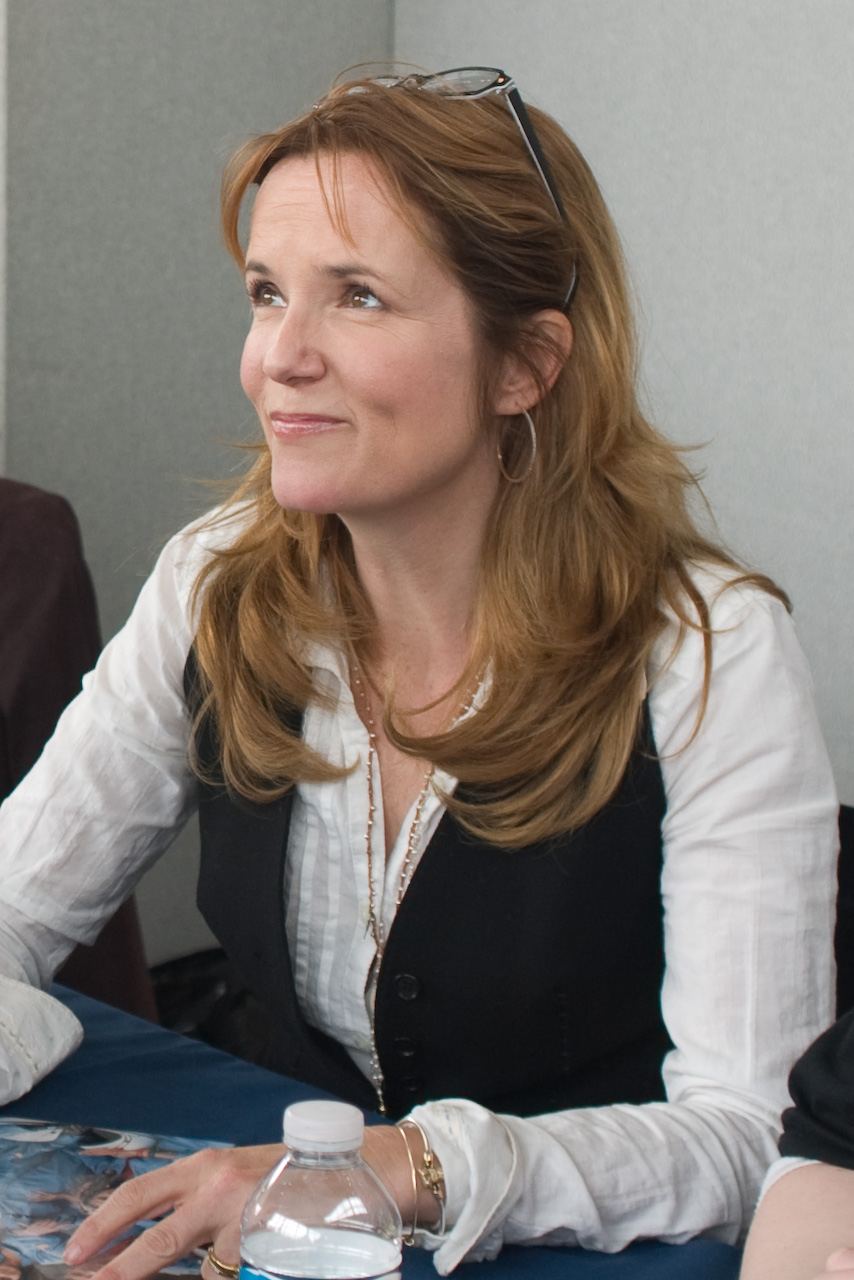
Lea Thompson, 2008

Lea Thompson ist das jüngste von fünf Kindern der Sängerin und Musikerin Barbara Thompson und ihres Mannes Cliff Thompson. Bereits im Alter von 14 Jahren begann sie eine Karriere als professionelle Balletttänzerin. Später studierte sie auch Balletttanz und trainierte dafür täglich 3 bis 4 Stunden. Sie gewann Stipendien für das American Ballet Theatre, das San Francisco Ballet und das Pennsylvania Ballet. Mit 20 Jahren gab sie dann ihre Ballettkarriere auf und ging nach New York, in der Hoffnung, Schauspielerin zu werden, wo sie 1980 ihren ersten Fernsehauftritt in einem Burger-King-Werbespot hatte.
Ihr Kinodebüt gab Thompson 1983 in dem Film Der weiße Hai 3-D. Nach ihrem Auftritt neben Tom Cruise in Der richtige Dreh zählte sie als Brat Pack zu den großen Hoffnungen von Hollywood. Ihren Durchbruch erzielte Thompson in der Zurück-in-die-Zukunft-Trilogie, in der sie die Mutter von Marty McFly (Michael J. Fox) darstellte. Fünf Jahre lang spielte sie die Titelrolle in der Sitcom Caroline in the City. Von 2005 bis 2008 übernahm sie die Hauptrolle in der mehrteiligen Spielfilmreihe Deckname Jane Doe über eine ehemalige Geheimagentin. 1996 machte sie eine kleine Pause im Filmgeschäft und wirkte in einigen Broadwayaufführungen mit.
Mit dem Fernsehfilm Deckname Jane Doe: Eiskalter Tod (2006) gab Lea Thompson ihr Debüt als Fernsehregisseurin. 2008 folgte ein weiterer Jane-Doe-Fernsehfilm. Seit 2013 führte sie bei mehreren Episoden verschiedener Fernsehserien Regie. 2017 inszenierte sie die Tragikomödie The Year of Spectacular Men mit ihren beiden Töchtern in den Hauptrollen.
Seit 1989 ist sie mit dem Filmregisseur Howard Deutch verheiratet, den sie bei den Dreharbeiten zum Film Ist sie nicht wunderbar? kennengelernt hatte. Mit ihm hat sie zwei Töchter Madelyn und Zoey Deutch. Davor war sie drei Jahre mit dem Schauspieler Dennis Quaid (Frequency, D.O.A.) verlobt.

## Filmografie (Auswahl)
Als Schauspielerin
- 1982: MysteryDisc: Murder, Anyone? (Kurzfilm)
- 1983: Der weiße Hai 3-D (Jaws 3-D)
- 1983: Der richtige Dreh (All the Right Moves)
- 1984: Die rote Flut (Red Dawn)
- 1984: The Wild Life
- 1985: Zurück in die Zukunft (Back to the Future)
- 1986: Space Camp
- 1986: Howard – Ein tierischer Held (Howard the Duck)
- 1987: Ist sie nicht wunderbar? (Some Kind of Wonderful)
- 1988: Gar kein Sex mehr? (Casual Sex?)
- 1988: Yellow Pages
- 1988: Der Hexenmeister (The Wizard of Loneliness)
- 1989: Operation Nightbreaker (Nightbreaker, Fernsehfilm)
- 1989: Geschichten aus der Gruft (Tales from the Crypt, Fernsehserie, Episode 1x04)
- 1989: Zurück in die Zukunft II (Back to the Future Part II)
- 1990: Montana (Fernsehfilm)
- 1990: Zurück in die Zukunft III (Back to the Future Part III)
- 1992: No Surrender – Schrei nach Gerechtigkeit (Article 99)
- 1993: Mütter ohne Skrupel (Stolen Babies, Fernsehfilm)
- 1993: Dennis (Dennis the Menace)
- 1993: Die Beverly Hillbillies sind los! (The Beverly Hillbillies)
- 1994: Eine Frau für meinen Mann (The Substitute Wife, Fernsehfilm)
- 1994: Die kleinen Superstrolche (The Little Rascals)
- 1995: In Liebe gefangen (The Unspoken Truth, Fernsehfilm)
- 1995: Friends (Fernsehserie, Episode 2x06)
- 1996: Im Auge des Sturms (The Right to Remain Silent, Fernsehfilm)
- 1998: 4 for the Road – Der Weg ist das Ziel (The Unknown Cyclist)
- 1998: A Will of Their Own (Fernsehserie, Episode 1x01)
- 1995–1999: Caroline in the City (Fernsehserie, 97 Episoden)
- 2002: Fish Don’t Blink
- 2002–2003: For the People (Fernsehserie, 18 Episoden)
- 2003: Haunted Lighthouse (Kurzfilm)
- 2003: Ein Schlitzohr namens Santa Claus (Stealing Christmas, Fernsehfilm)
- 2004: Ed – Der Bowling-Anwalt (Ed, Fernsehserie, 3 Episoden)
- 2004: Law & Order: Special Victims Unit (Fernsehserie, Episode 6x01)
- 2005: Deckname Jane Doe: Meine Frau, die Geheimagentin (Jane Doe: Vanishing Act, Fernsehfilm)
- 2005: Deckname Jane Doe: Ich seh’ etwas, was Du nicht siehst (Jane Doe: Now You See It, Now You Don’t, Fernsehfilm)
- 2005: Deckname Jane Doe: Wenn Lügen sterben müssen (Jane Doe: Til Death Do Us Part, Fernsehfilm)
- 2005: Come Away Home
- 2005: Deckname Jane Doe: Die vertauschte Frau (Jane Doe: The Wrong Face, Fernsehfilm)
- 2006: Deckname Jane Doe: Das Superhirn (Jane Doe: Yes, I Remember It Well, Fernsehfilm)
- 2006: Deckname Jane Doe: Eiskalter Tod (Jane Doe: The Harder They Fall, Fernsehfilm)
- 2006: 10 Tricks
- 2007: California Dreaming (Out of Omaha)
- 2007: Deckname Jane Doe: Ein Mörder mit zwei Alibis (Jane Doe: Ties That Bind, Fernsehfilm)
- 2007: A Life Interrupted (Fernsehfilm)
- 2007: Deckname Jane Doe: Tödliche Gedankenkontrolle (Jane Doe: How to Fire Your Boss, Fernsehfilm)
- 2007: Final Approach – Im Angesicht des Terrors (Final Approach, Fernsehfilm)
- 2008: Senior Skip Day
- 2008: Spy School
- 2008: Balancing the Books
- 2008: Deckname Jane Doe: Das gefälschte Original (Jane Doe: Eye of the Beholder, Fernsehfilm)
- 2008: Exit Speed
- 2008: Der Weihnachtswunsch (The Mrs. Clause, Fernsehfilm)
- 2011: Mayor Cupcake
- 2011: The Cabin (Fernsehfilm)
- 2011: J. Edgar
- 2011: Thin Ice
- 2011–2017: Switched at Birth (Fernsehserie, 103 Episoden)
- 2012: Love at the Christmas Table (Fernsehfilm)
- 2013: Nennt mich verrückt! (Call Me Crazy: A Five Film, Fernsehfilm)
- 2013: CSI: Vegas (CSI: Crime Scene Investigation, Fernsehserie, Episode 14x07)
- 2014: My Mother’s Future Husband (Fernsehfilm)
- 2014: Left Behind
- 2016–2017: Scorpion (Fernsehserie, 4 Episoden)
- 2017: Die Hochzeit meiner Ex (Literally, Right Before Aaron)
- 2017: The Year of Spectacular Men
- 2018: Sierra Burgess Is a Loser
- 2018: Little Women
- 2019: You Are Here
- 2020: Dinner in America
- 2021: Mark, Mary & Some Other People
- 2022: Star Trek: Picard (Fernsehserie, Episode 2x05)
- 2022: 10 Tricks
- 2022: The Disappearance of Cari Farver
- 2023: The Spencer Sisters (Fernsehserie)
- 2024: The Chicken Sisters (Fernsehserie)

Als Regisseurin
- 2006: Deckname Jane Doe: Eiskalter Tod (Jane Doe: The Harder They Fall, Fernsehfilm)
- 2008: Deckname Jane Doe: Das gefälschte Original (Jane Doe: Eye of the Beholder, Fernsehfilm)
- 2013–2017: Switched at Birth (Fernsehserie, 4 Episoden)
- 2016–2021: Die Goldbergs (The Goldbergs, Fernsehserie, 8 Episoden)
- 2017: The Year of Spectacular Men
- 2019–2020: Schooled (Fernsehserie, 6 Episoden)
- 2020–2022: Stargirl (Fernsehserie, 5 Episoden)
- 2022: Star Trek: Picard (Fernsehserie, Episoden: 2x03, 2x04)